# Museo del Tequila y el Mezcal
El Museo del Tequila y El Mezcal (o MUTEM) es un recinto cultural que exhibe lo más representativo de la cultura del tequila y el mezcal a través de exposiciones, conferencias, conciertos, muestras de gastronomía y otras manifestaciones culturales localizado en plaza Garibaldi de Ciudad de México.

## Historia

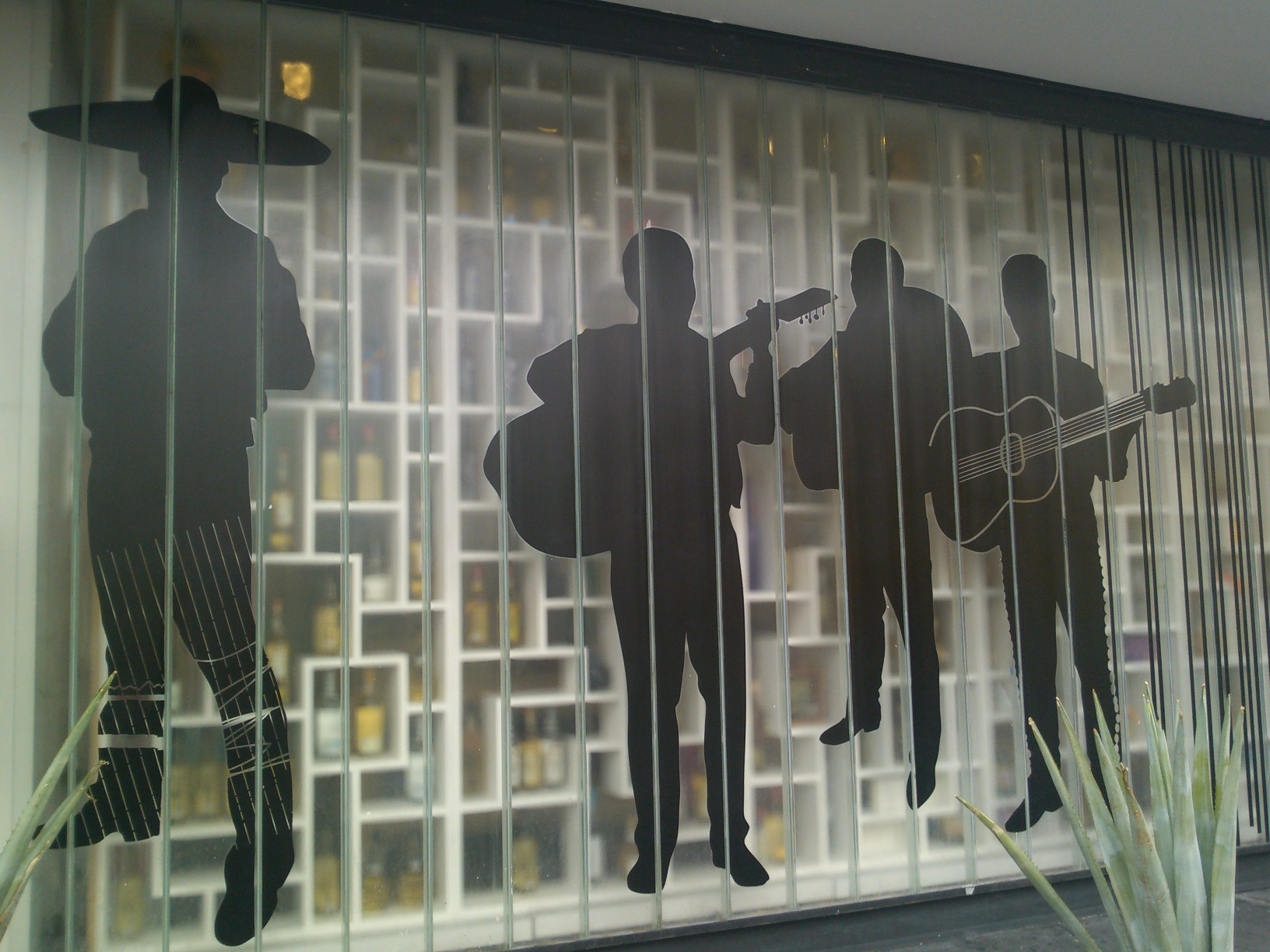
Fachada MUTEM

Fue construido en 2010 con motivo de la remodelación de la plaza. El peculiar diseño del museo se muestra en contraste con su entorno a través de una llamativa fachada de cristal traslúcido decorada con imágenes de pencas de maguey (planta de donde se extrae el tequila) y siluetas de mariachis que hacen alusión a los característicos conjuntos de música mexicana que se puede encontrar en el lugar.

## Interior
Tiene una superficie de 375 m² y está dividido en tres secciones dónde se exhiben la historia y características de los variados tipos de tequila y mezcal que también se encuentran a la venta, además de una sección en la que se realiza una cata y degustación de los diferentes tipos de tequila, mezcal y productos del maguey.

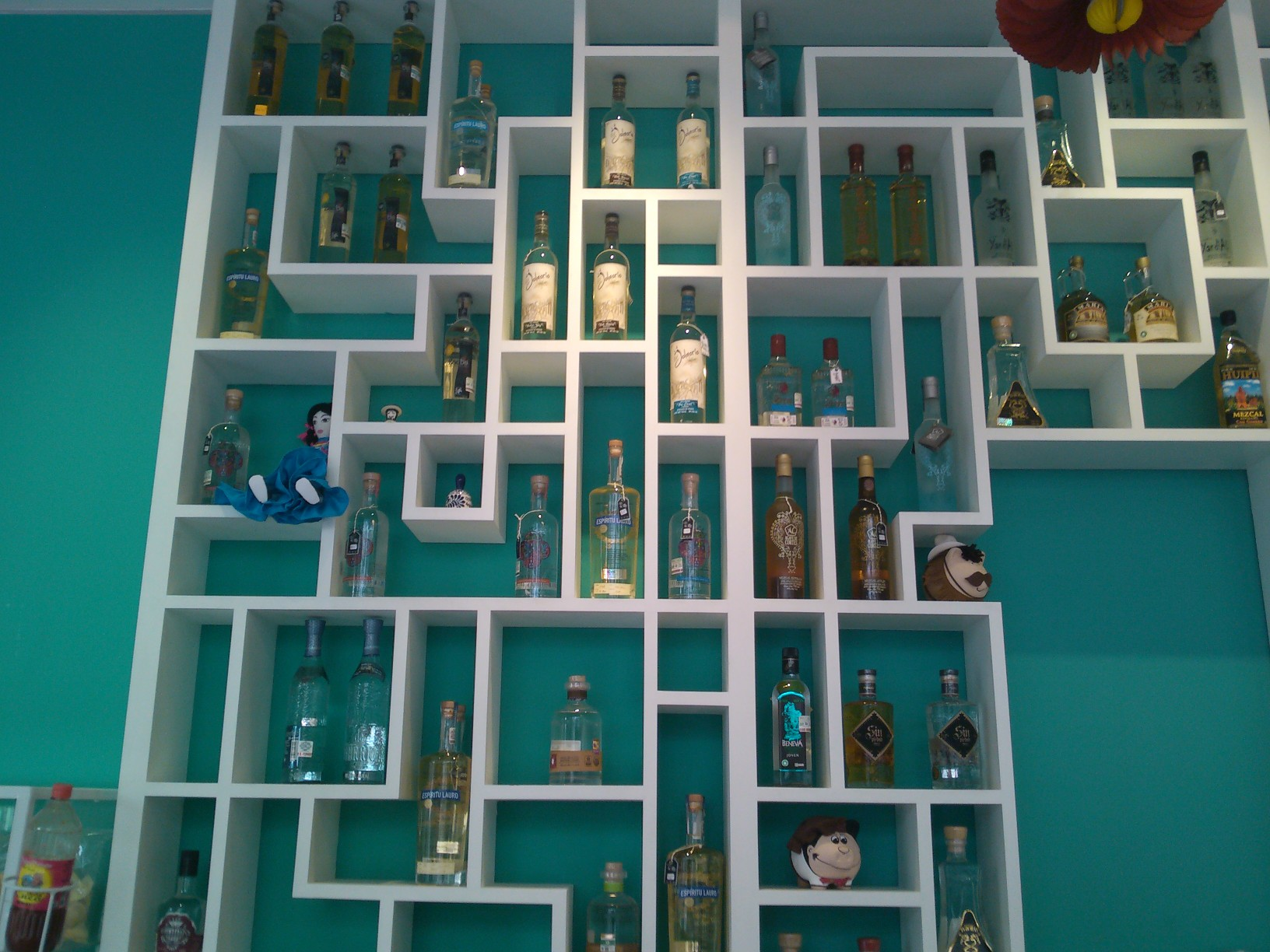
Exhibición de tipos de tequila y mezcal.
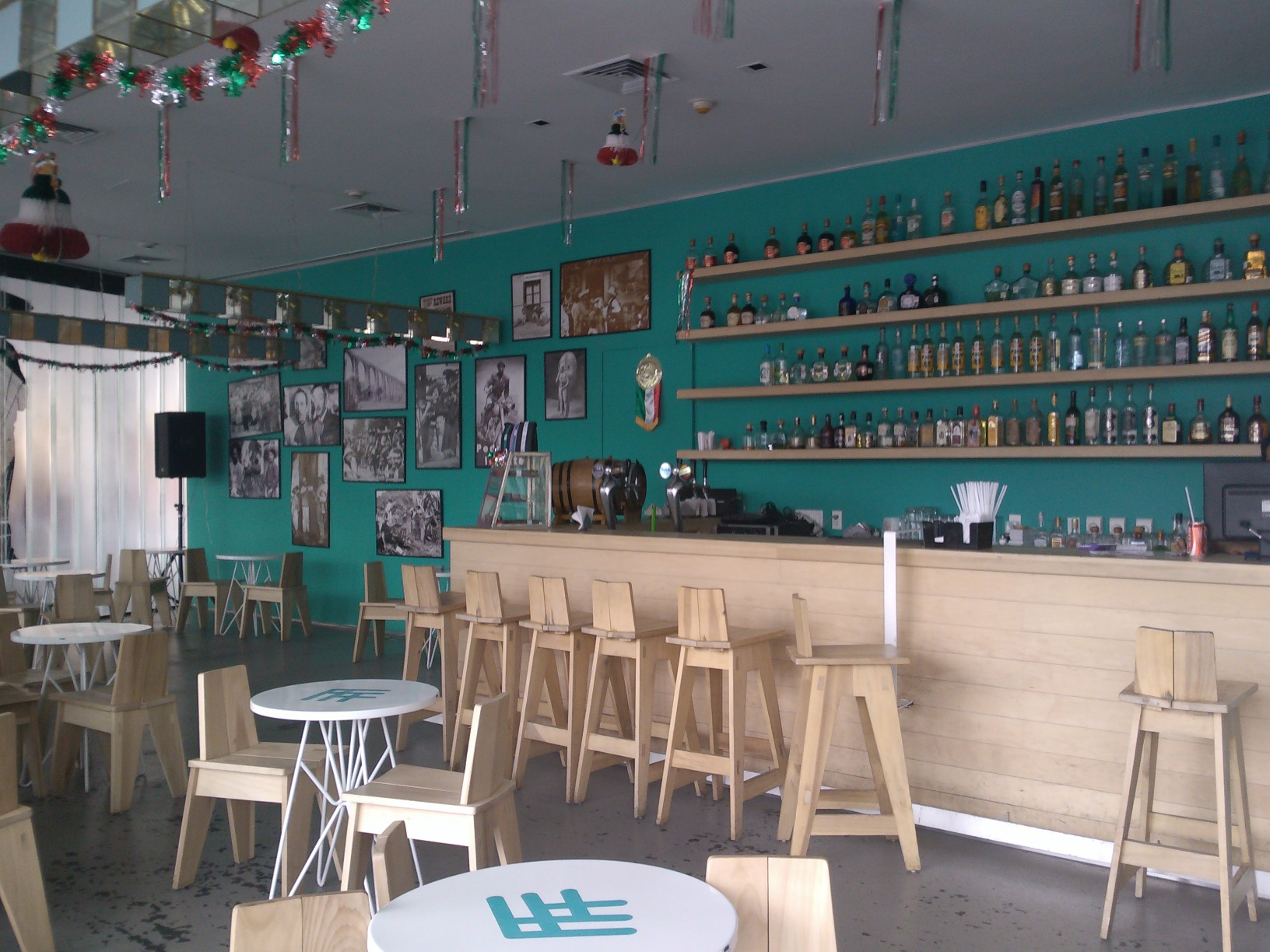
Area de degustación y cata.